# Витязь-М
«Витязь-М» (71-931М) — модификация российского пассажирского трамвая «Витязь», созданного ООО «ПК Транспортные системы». Первые вагоны «Витязь-М» (модель 71-931М) появились на маршруте города Москвы № 17 в 2017 году. По данным на январь 2020 года трамваи «Витязь-М» перевезли почти 90 миллионов пассажиров.

## История
Первый трамвай «Витязь» был собран в 2014 году и в конце октября этого же года был представлен на выставке в Москве. После выставки трамвай отправили на испытания на линиях города. После завершения испытаний, в начале февраля 2015 года «Витязь» получил акт о допуске в серийное производство.
В июне 2016 года «ПК Транспортные системы» выпустило первый трамвай «Витязь-М», который отличается от первой модели новой формой лобовой и хвостовой части и планировкой мест в салоне. Впервые трамвай «Витязь-М» был продемонстрирован на выставке «Иннопром» в Екатеринбурге. После выставки «Витязь-М» проходил испытания в Волгограде.
В апреле 2020 года «ПК Транспортные системы» приступила к производству первого в России алюминиевого кузова трамвая на базе трёхсекционной модели «Витязь М». Производство осуществляется на собственной площадке в Твери — Тверском механическом заводе электротранспорта.
11 ноября 2019 года мэр Москвы Сергей Собянин и президент АО «Трансмашхолдинг» Андрей Бокарев подписали соглашение о производстве трамваев «Витязь-Москва» в столице. Планируемая мощность производства — не менее 100 вагонов в год.
Благодаря «Витязь-М» ООО «ПК Транспортные системы» установило два рекорда (книга рекордов России и книга рекордов Европы): по скорости производства трамваев (один вагон за 5 дней для Санкт-Петербурга) и по объёмам их поставки в Москву (300 вагонов для Москвы за 2 года 6 месяцев и 6 дней).

## Эксплуатация
С 2017 по 2024 год в Санкт-Петербург было поставлено 84 трамвая «Витязь-М».
В сентябре 2017 «ПК Транспортные системы» в объединении с «Метровагонмашем» выиграли тендер на поставку 300 вагонов 71-931М в Москву в течение 2017—2019 годов. Стоимость контракта составила 56 млрд руб. В ходе реализации контракта осенью 2019 года стороны подписали дополнительное соглашение о поставке ещё 90 трамваев указанной модели до конца 2020 года. По состоянию на 7 января 2025 г., в Москве насчитывается 463 вагона модели "Витязь-М".
В июне 2024 года Самара заключила контракт на поставку 3 вагонов модели 71-931М "Витязь-М". Все 3 вагона прибыли в Городское трамвайное депо и были выпущены на маршрут № 22.

## Общие сведения
Трамвай «Витязь-М» представляет новую линейку низкопольных трёхсекционных трамваев, разработанных ООО «ПК Транспортные системы» и предназначенных для городских пассажирских перевозок на линиях колеи 1524 мм. Производство трамваев 71-931М «Витязь М» осуществляется на производственных площадках «ПК Транспортные системы» в Твери и Санкт-Петербурге. На Тверском механическом заводе электротранспорта осуществляется сварка и покраска кузова, установка полов и стёкол, а также производство низкопольных тележек. На Невском заводе электрического транспорта осуществляется конечная сборка — двигатели, сиденья и другие элементы интерьера, оборудование кабины, а также производится установка тележек.
У трамвая «Витязь-М» есть отдельная модификация «Витязь-Москва», предназначенная для эксплуатации в Москве. По данным на май 2020 года в Москве курсируют 350 трамваев «Витязь-Москва». В 2020 году московские власти заключили дополнительный контракт на поставку 50 трамваев «Витязь-Москва».
В июле 2019 года трамваи «Витязь-М» для юго-запада Петербурга были поставлены на рельсы в трамвайном парке № 8. По состоянию на июль 2020 года в Санкт-Петербурге ходят 32 трамвая «Витязь-М».
Во всех трамваях «Витязь-М» применяются модернизированные тележки. Основные направления модернизации тележек — повышение плавности хода и локализация производства. Для повышения плавности хода разработаны и внедрены конус-лагеры и переделана система подрессоривания неповоротной тележки.

### Технические характеристики

#### Общие безразмерные характеристики[18]
- Количество секций — 3
- Осевая формула — (20—0)+(20)+(0—20)
- Количество одностворчатых дверей — 2
- Количество двухстворчатых дверей — 4

#### Размеры
- Рабочая высота токоприёмника — 4-6 м
- Высота опорной площадки (подножки) — 370 мм
- Ширина дверного проёма:
  - одностворчатых дверей — 730 мм
  - двухстворчатых дверей — 1 300 мм
- База вагона между поворотной и неповоротной тележками — 8 994 мм
- База вагона между тележкой и сочленением — 6 614 мм
- База между узлами сочленения — 4 760 мм
- Клиренс тележки на новых бандажах — 130 мм
- Минимальный радиус проходимых кривых в парке — 14  м

#### Тяговые характеристики
- Время разгона до 40 км/ч — 14 с
- Мощность электродвигателей — 6x72 = 432 кВт
- Ёмкость аккумуляторов — 8×160 А•ч
- Дистанция автономного хода на аккумуляторах — 1 500 м

- Фотографии трамвая 71-931М «Витязь-М»
- 71-931М «Витязь-М»  в окраске белого цвета с серым низом и красными полосами в брендинге Московского транспорта на площади Тверская Застава, маршрут № 9
- 71-931М «Витязь-М»  в окраске белого цвета с синим низом в брендинге Московского транспорта выезжает из депо
- 71-931М «Витязь-М»  в голубой окраске Московского транспорта, маршрут № 17
- 71-931М «Витязь-М»  с изменённой передней маской, маршрут № 36
- 71-931М «Витязь-М»  в Санкт-Петербурге
- Кабина
- Салон передней секции
- Мультимедийный экран в передней секции
- Салон средней секции
- Межсекционный переход